# EurAsia Cup 2018
Navigation
2016
La 3e édition de l'EurAsia Cup a eu lieu du 12 au 14 janvier 2018 au Glenmarie Golf and Country Club de Shah Alam (près de Kuala Lumpur) en Malaisie.
L'équipe européenne remporte la compétition sur le score de 14 à 10.

## Format
Le tournoi se déroule dans un format de Match-play entre deux équipes de 12 joueurs représentant l'Europe et l'Asie. Le premier jour se déroule 6 matchs en four-ball, le deuxième jour 6 matchs en foursomes et le dernier jour 12 matchs en simple. Chaque victoire par match rapporte 1 point, et en cas d'égalité, chaque équipe marquent ½ point. Les 24 matches rapportent 24 points, la première équipe à atteindre 12½ gagne la coupe.

## Parcours
Le parcours du Glenmarie Golf and Country Club de Shah Alam lors de cette EurAsia Cup, un par 72 (36 à l'aller, 36 au retour) affiche une longueur totale de 6 404 mètres.
| Aller | Aller | Aller             | Retour | Retour | Retour            |
| N°    | Par   | Distance (mètres) | N°     | Par    | Distance (mètres) |
| ----- | ----- | ----------------- | ------ | ------ | ----------------- |
| 1     | 4     | 357               | 10     | 4      | 375               |
| 2     | 3     | 155               | 11     | 5      | 488               |
| 3     | 5     | 491               | 12     | 3      | 147               |
| 4     | 4     | 392               | 13     | 4      | 385               |
| 5     | 3     | 189               | 14     | 4      | 374               |
| 6     | 5     | 503               | 15     | 4      | 373               |
| 7     | 4     | 360               | 16     | 5      | 518               |
| 8     | 4     | 368               | 17     | 3      | 184               |
| 9     | 4     | 372               | 18     | 4      | 373               |
| Aller | 36    | 3 187             | Retour | 36     | 3 217             |

## Équipes

### Joueurs sélectionnés
| Europe               | Europe                      | Asie                 | Asie                                |
| -------------------- | --------------------------- | -------------------- | ----------------------------------- |
|                      |                             |                      |                                     |
| Capitaines           |                             |                      |                                     |
| Thomas Bjørn         | Thomas Bjørn                | Arjun Atwal          | Arjun Atwal                         |
| Joueur               | Note                        | Joueur               | Note                                |
| Rafael Cabrera-Bello | débutant                    | An Byeong-hun        | Choix du capitaine 2e participation |
| Paul Casey           | Choix du capitaine débutant | Kiradech Aphibarnrat | 3e participation                    |
| Paul Dunne           | débutant                    | Shiv Chawrasia       | 2e participation                    |
| Ross Fisher          | 2e participation            | Nicholas Fung        | Choix du capitaine 2e participation |
| Matthew Fitzpatrick  | 2e participation            | Gavin Green          | débutant                            |
| Tommy Fleetwood      | débutant                    | Yuta Ikeda           | débutant                            |
| Tyrrell Hatton       | débutant                    | Kang Sung-hoon       | Choix du capitaine débutant         |
| Alexander Lévy       | Choix du capitaine débutant | Phachara Khongwatmai | débutant                            |
| Alexander Norén      | débutant                    | Anirban Lahiri       | 3e participation                    |
| Thomas Pieters       | débutant                    | Li Haotong           | Choix du capitaine 2e participation |
| Henrik Stenson       | débutant                    | Poom Saksansin       | débutant                            |
| Bernd Wiesberger     | débutant                    | Hideto Tanihara      | Choix du capitaine débutant         |

### Motivation des sélections
L'équipe d'Asie :
- les 4 meilleurs golfeurs disponibles issus du classement du Tour asiatique de 2017 ; Gavin Green (1er), Shiv Chawrasia (5e), Phachara Khongwatmai (3e) et Poom Saksansin (8e) ;
- les 4 meilleurs golfeurs asiatique disponibles issus de l’Official World Golf Ranking à la date du 28 novembre 2015 ; Yuta Ikeda (28e), Li Haotong (59e), Kiradech Aphibarnrat (49e) et Anirban Lahiri (68e) ;
- les 4 golfeurs issus du choix du capitaine ; Hideto Tanihara, Kang Sung-hoon, An Byeong-hun et Nicholas Fung.

L'équipe d'Europe :
- les dix meilleurs golfeurs disponibles issus du classement de la Race to Dubai 2017[6] : Tommy Fleetwood (1er), Tyrrell Hatton (5e), Ross Fisher (6e), Rafael Cabrera-Bello (7e), Alexander Norén (8e), Matthew Fitzpatrick (12e), Bernd Wiesberger (14e), Henrik Stenson (15e), Paul Dunne (16e) et Thomas Pieters (20e). Justin Rose (2e), Jon Rahm (3e) et Rory McIlroy (13e) ont décliné l'invitation[7] ;
- deux golfeurs issus du choix du capitaine ; Alexander Lévy et Paul Casey.

## Compétition

### Première journée
Vendredi 12 janvier 2018
| Europe                                | Résultats       | Asie                                 |
| ------------------------------------- | --------------- | ------------------------------------ |
| Tommy Fleetwood Paul Casey            | Europe : 4 et 3 | An Byeong-hun Kiradech Aphibarnrat   |
| Thomas Pieters Matthew Fitzpatrick    | Asie : 2 et 1   | Yuta Ikeda Gavin Green               |
| Alex Noren Paul Dunne                 | Asie : 2 up     | Hideto Tanihara Phachara Khongwatmai |
| Henrik Stenson Alexander Lévy         | Asie : 5 et 4   | Kang Sung-hoon Poom Saksansin        |
| Bernd Wiesberger Rafael Cabrera-Bello | Égalité         | Nicholas Fung Li Haotong             |
| Ross Fisher Tyrrell Hatton            | Europe : 5 et 4 | Anirban Lahiri Shiv Chawrasia        |
| 2½                                    | Session         | 3½                                   |
| 2½                                    | Au général      | 3½                                   |

### Deuxième journée
Samedi 13 janvier 2016
| Europe                              | Résultats       | Asie                                 |
| ----------------------------------- | --------------- | ------------------------------------ |
| Tommy Fleetwood Henrik Stenson      | Europe : 3 et 2 | Shiv Chawrasia Anirban Lahiri        |
| Paul Casey Tyrrell Hatton           | Europe : 2 et 1 | Kiradech Aphibarnrat An Byeong-hun   |
| Rafael Cabrera-Bello Alexander Lévy | Asie : 1 up     | Gavin Green Yuta Ikeda               |
| Matthew Fitzpatrick Thomas Pieters  | Europe : 3 et 2 | Phachara Khongwatmai Hideto Tanihara |
| Paul Dunne Alexander Norén          | Asie : 2 et 1   | Nicholas Fung Li Haotong             |
| Ross Fisher Bernd Wiesberger        | Asie : 3 et 1   | Li Haotong Nicholas Fung             |
| 3                                   | Session         | 3                                    |
| 5½                                  | Au général      | 6½                                   |

### Troisième journée
Dimanche 14 janvier 2018
| Europe               | Résultats       | Asie                 |
| -------------------- | --------------- | -------------------- |
| Alexander Norén      | Europe : 4 et 2 | Nicholas Fung        |
| Paul Casey           | Asie : 1 up     | Poom Saksansin       |
| Tommy Fleetwood      | Europe : 2 et 1 | Shiv Chawrasia       |
| Henrik Stenson       | Europe : 2 et 1 | Hideto Tanihara      |
| Rafael Cabrera-Bello | Europe : 4 et 3 | Gavin Green          |
| Bernd Wiesberger     | Europe : 2 et 1 | Phachara Khongwatmai |
| Alexander Lévy       | Europe : 3 et 1 | Kiradech Aphibarnrat |
| Thomas Pieters       | Europe : 1 up   | An Byeong-hun        |
| Tyrrell Hatton       | Europe : 2 et 1 | Anirban Lahiri       |
| Matthew Fitzpatrick  | Egalité         | Kang Sung-hoon       |
| Ross Fisher          | Asie : 1 up     | Yuta Ikeda           |
| Paul Dunne           | Asie : 3 et 1   | Li Haotong           |
| 8½                   | Session         | 3½                   |
| 14                   | Au général      | 10                   |